# منطقة شتارنبيرغ
مِنطقَة شَتارنبِيرغٌ (بالأَلمانِيَّة: Landkreis Starnberg) هي دائِرَة أَلمانِيَّة تَّابعة لمُحافظة باڤارِيا العُليَا في وِلاَية باڤارِيا في جُمهُوريَّة أَلمَانيَا الاِتّحاديّة. تضُمّ مِنطقَة شَتارنبِرغ مدِينة واحِدة، وثلاثة عشر بَلدَة، وبلدَة حُرَّة بمِساحة تُقَدَّر بحَوالَي 488 كم2.

## التّقسِيمات الإِدارِيّة
تضُمّ مِنطقَة شتارنبِيرغٌ مدِينة واحِدة، وثلاثة عشر بَلدَة، وبَلدَة واحِدة فِي المجال الإِدارِيِّ الحُرَ. وهي كالتَّالي:

## معرض الصور

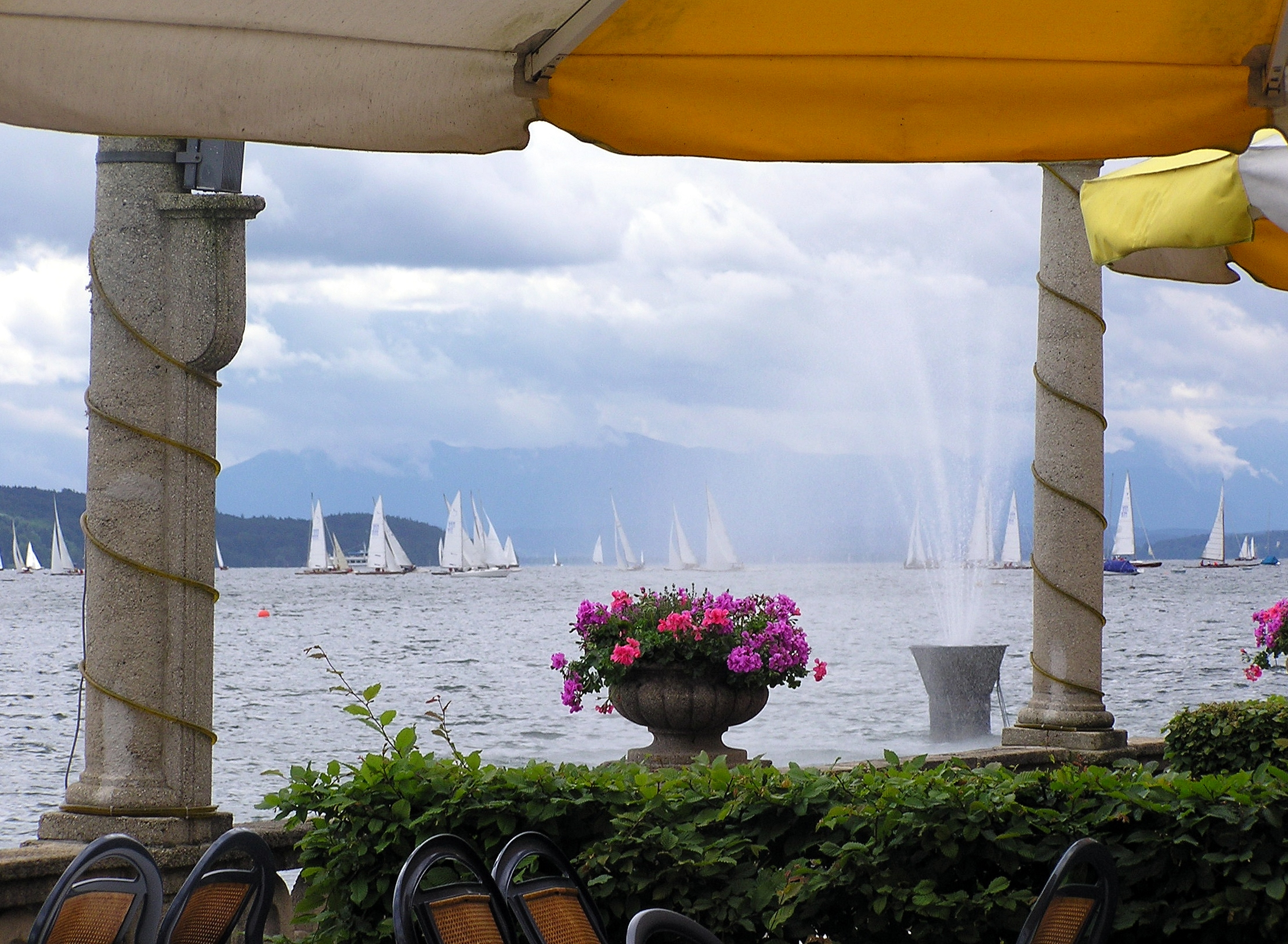
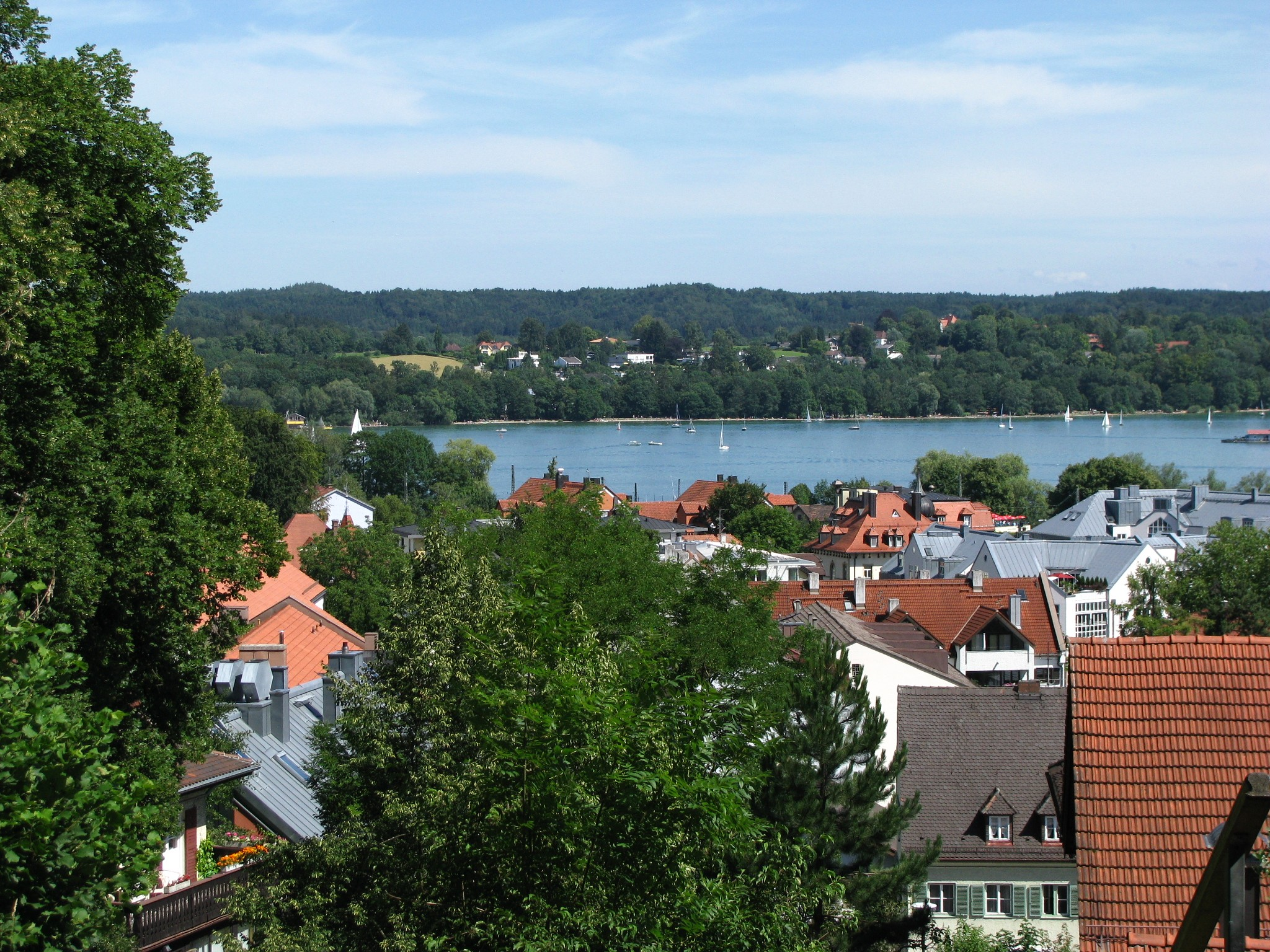
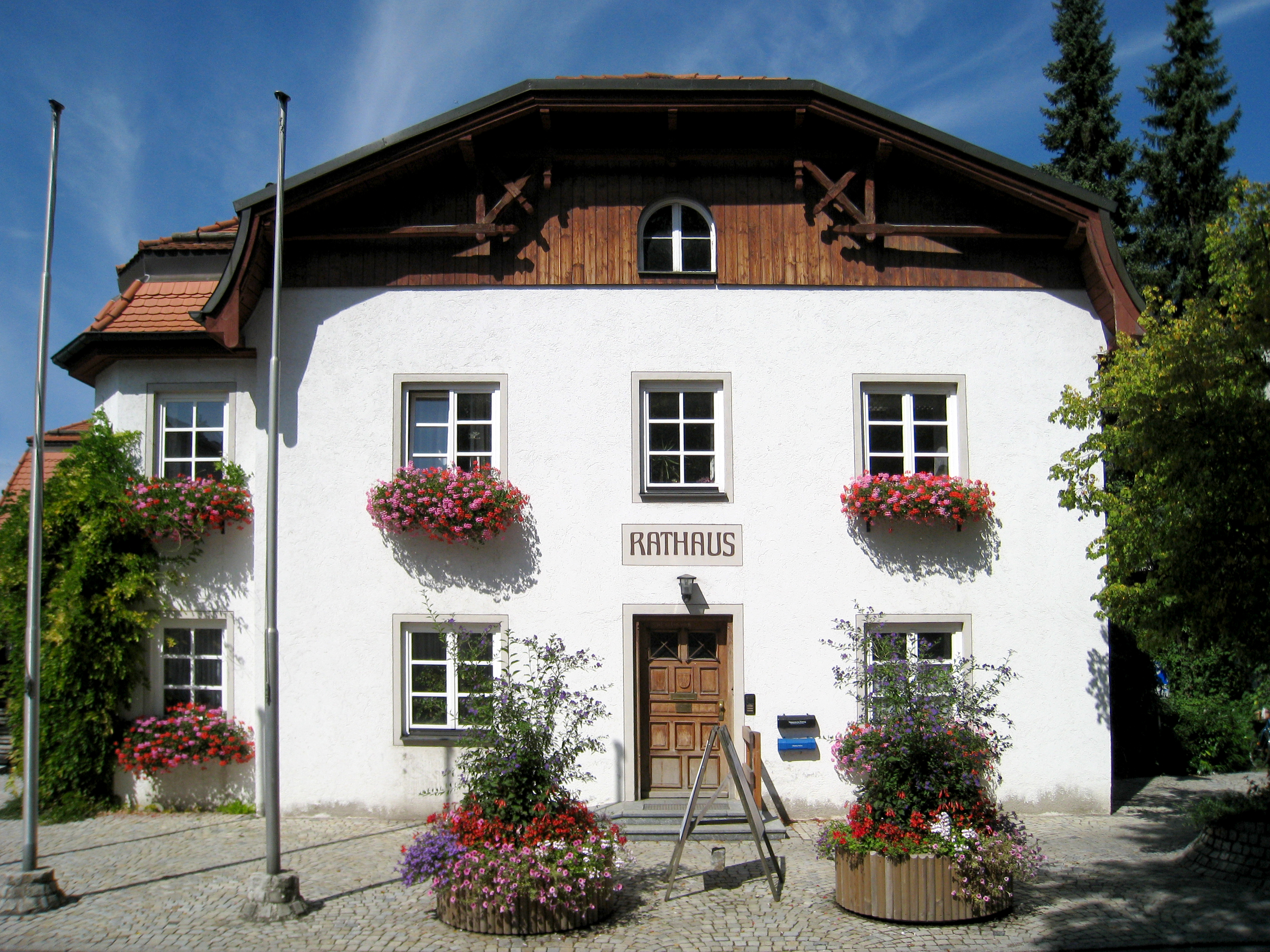
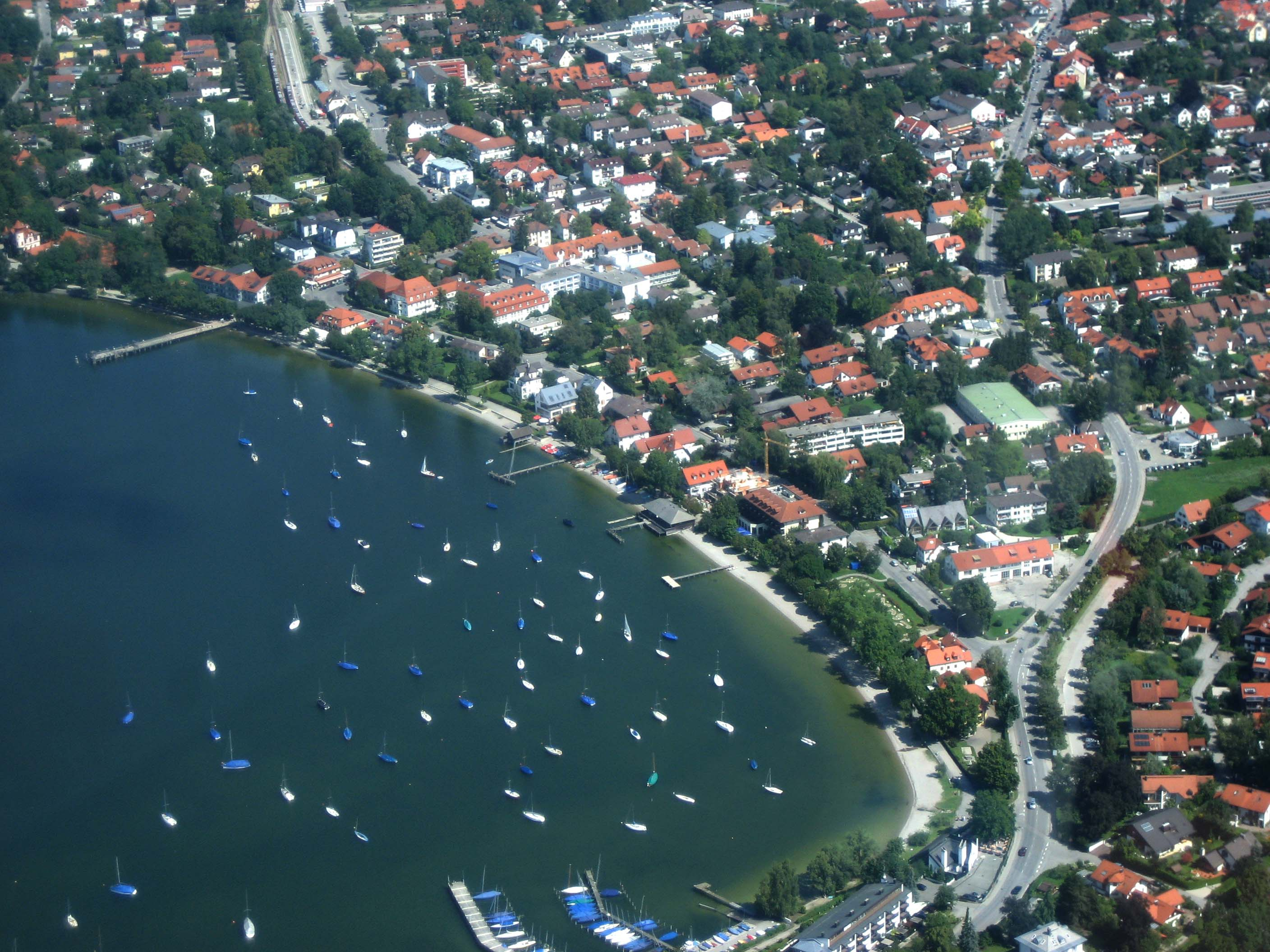

### المُدُن
| اِسم المدِينة     | ٱلِٱسم بالأَلمانِيَّة | عَدد السُكَّان | المِساحَة (كم²) |
| --------------- | ---------------- | ---------- | ------------- |
| مدِينة شَتارنبِيرغٌ | Stadt Starnberg  | 23٬207     | 62            |

### البلدَات
| اِسم البلدَة     | ٱلِٱسم بالأَلمانِيَّة                  | عَدد السُكَّان | المِساحَة (كم²) |
| -------------- | --------------------------------- | ---------- | ------------- |
| بَلْدَة أَنديخس    | Gemeinde Andechs                  | 3٬625      | 41            |
| بَلْدَة بِيرِغ      | Gemeinde Berg (Starnberger See)   | 8٬220      | 37            |
| بَلْدَة فِيلِدافينغ | Gemeinde Feldafing                | 4٬281      | 9             |
| بَلْدَة جاوتينغ   | Gemeinde Gauting                  | 20٬489     | 55            |
| بَلْدَة قيلشينغ   | Gemeinde Gilching                 | 18٫650     | 31            |
| بَلْدَة هِيرّشِينغ   | Gemeinde Herrsching (am Ammersee) | 10٬519     | 21            |
| بَلْدَة إِنينغ     | Gemeinde Inning (am Ammersee)     | 4٬720      | 25            |
| بَلْدَة كرايلينغ  | Gemeinde Krailling                | 7٬644      | 15            |
| بَلْدَة بوكينغ    | Gemeinde Pöcking                  | 5٬713      | 21            |
| بَلْدَة زيهفِيلِد   | Gemeinde Seefeld (Oberbayern)     | 7٬367      | 35            |
| بَلْدَة تُوتزينغ   | Gemeinde Tutzing                  | 9٬845      | 35            |
| بَلْدَة ڤيسلينغ   | Gemeinde Weßling                  | 5٬504      | 22            |
| بَلْدَة ڤورتزيه   | Gemeinde Wörthsee                 | 4٬948      | 21            |

### البلدَات الحُرَّة
| اِسم البلدَة           | ٱلِٱسم بالأَلمانِيَّة               | المِساحَة (كم²) |
| -------------------- | ------------------------------ | ------------- |
| بَلْدَة شتارنبيرغير زيه | Gemeindefreies Starnberger See | 57            |

## وصلات خارجية
- الصّفحة الرّسميّة لمِنطقة شَتارنبِرغ (بالألمانية)